# Bagudo
Koordinaten: 11° 24′ N, 4° 14′ O
Bagudo ist ein Local Government Area (Verwaltungsbezirk) im nigerianischen Bundesstaat Kebbi und zugleich der Hauptort. Der Verwaltungsbezirk grenzt an Benin und ist 4.782 km² groß. Er hat rund 238.000 (Stand 2006) Einwohner; in der Stadt Bagudo leben Berechnungen 2012 zufolge 8845 Menschen.